# Communauté de communes de Bulgnéville entre Xaintois et Bassigny
Die Communauté de communes de Bulgnéville entre Xaintois et Bassigny ist ein ehemaliger französischer Gemeindeverband mit der Rechtsform einer Communauté de communes im Département Vosges in der Region Lothringen (ab 2016 Grand Est). Sie wurde am 21. Oktober 1992 gegründet und umfasste 34 Gemeinden. Der Verwaltungssitz befand sich im Ort Bulgnéville.

## Historische Entwicklung
Mit Wirkung vom 1. Januar 2017 fusionierte der Gemeindeverband mit der Communauté de communes Terre d’Eau Vittel-Contrexéville und bildete so die Nachfolgeorganisation Communauté de communes Terre d’Eau.

## Ehemalige Mitgliedsgemeinden
1. Aingeville
2. Aulnois
3. Auzainvilliers
4. Bazoilles-et-Ménil
5. Beaufremont
6. Belmont-sur-Vair
7. Bulgnéville
8. Dombrot-sur-Vair
9. Domèvre-sous-Montfort
10. Domjulien
11. Estrennes
12. Gemmelaincourt
13. Gendreville
14. Hagnéville-et-Roncourt
15. Houécourt
16. Malaincourt
17. Médonville
18. Morville
19. Offroicourt
20. Parey-sous-Montfort
21. Rancourt
22. Remoncourt
23. Rozerotte
24. Saint-Ouen-lès-Parey
25. Saint-Remimont
26. Sandaucourt
27. Saulxures-lès-Bulgnéville
28. Sauville
29. Urville
30. La Vacheresse-et-la-Rouillie
31. Valfroicourt
32. Vaudoncourt
33. Viviers-lès-Offroicourt
34. Vrécourt